# Портрет Павла Николаевича Ушакова
«Портрет Павла Николаевича Ушакова» — картина Джорджа Доу и его мастерской из Военной галереи Зимнего дворца.
Картина представляет собой погрудный портрет генерал-майора князя Павла Николаевича Ушакова из состава Военной галереи Зимнего дворца.
К началу Отечественной войны 1812 года полковник Ушаков служил в лейб-гвардии Измайловском полку, после сражения при Островно временно возглавил Рыльский пехотный полк, отличился в Бородинском сражении и боях под Вязьмой. В Заграничных походах 1813 и 1814 годов командовал батальоном лейб-гвардии Измайловского полка, отличился в сражении при Бауцене. Осенью 1813 года произведён в генерал-майоры и назначен шефом Полтавского пехотного полка, во главе которого в следующем году находился при блокаде Гамбурга. В кампании Ста дней блокировал Суассон.
Изображён в генеральском вицмундире, введённом для пехотных генералов 7 мая 1817 года. Слева на груди звезда ордена Св. Анны 1-й степени; на шее крест ордена Святого Владимира 3-й степени; справа на груди крест ордена Св. Георгия 4-го класса и серебряная медаль «В память Отечественной войны 1812 года» на Андреевской ленте. С тыльной стороны картины надпись: Ouchakof 1. Подпись на раме: П. Н. Ушаковъ 1й, Генералъ Маiоръ.
7 августа 1820 года Комитетом Главного штаба по аттестации Ушаков был включён в список «генералов, заслуживающих быть написанными в галерею» и 3 июля 1821 года император Александр I приказал написать его портрет. В это время Ушаков командовал 2-й бригадой 4-й пехотной дивизии, расквартированной в Подольской губернии. 14 августа 1822 года он писал в Инспекторский департамент Военного министерства, что ближайшей зимой собирается приехать в Санкт-Петербург и встретиться с художником. Действительно, в первой половине января 1823 года он приезжал в столицу, после чего и был написан портрет. Гонорар Доу был выплачен 13 марта 1823 года. Готовый портрет был принят в Эрмитаж 7 сентября 1825 года.
В 1840-е годы в мастерской К. Края с портрета была сделана литография, опубликованная в книге «Император Александр I и его сподвижники» и впоследствии неоднократно репродуцированная. В части тиража была напечатана другая литография с галерейного портрета, датированная 1849 годом, отличающаяся мелкими деталями и без указания мастерской.